# Pelourinho de Arouca
O Pelourinho de Arouca localiza-se na Praça Brandão de Vasconcelos, fronteiro ao Mosteiro de Arouca, na atual freguesia de Arouca e Burgo, vila e município de Arouca, Área Metropolitana do Porto, Região do Norte, situado no extremo nordeste do distrito de Aveiro, em Portugal.
Encontra-se classificado como Imóvel de Interesse Público pelo Decreto nº 23.122, de 11 de outubro de 1933.

## História
Este pelourinho foi desmontado e guardado no claustro do Mosteiro de Arouca em finais do século XIX.
Embora em 1942 a Direcção Geral dos Edifícios e Monumentos Nacionais tenha manifestado uma primeira intenção de reerguer o pelourinho, este trabalho foi apenas realizado em 1989, com aproveitamento dos fragmentos remanescentes que se encontravam em poder da Câmara Municipal.

## Características
A análise de uma pintura representando o pelourinho, de autoria de Artur Guimarães em 1962, artista que terá recorrido a elementos então ainda existentes e que entretanto se perderam ou mutilaram, demonstra que o monumento original teria três escudetes no capitel, a espaços iguais, e pelo menos duas esferas armilares na base.
Atualmente é composto por um soco formado por três degraus de seção hexagonal com moldura superior, base circular, fuste liso e cilíndrico e capitel ornamentado por dois escudos reais e rematado por esfera armilar.